# Цено Кандов
Цено Кандов е български актьор.

## Биография
Цено Николов Кандов е роден на 4 март 1900 г. в гр. Добрич в чиновническо семейство. Баща му, Никола Кандов е бил ветеринарен фелдшер. Той е първото от седемте деца на семейството, брат му Кандо Кандов е специалист сурдопедагог, основател на първото логопедическо училище в България. Поради войните и окупацията на Добруджа баща му е местен в различни градове на служба, а с него и цялото семейство. Цено Кандов прекъсва образованието си поради непреодолимото си влечение към театъра. Посветил живота си на театралното изкуство от 1918 до 1964 г. като актьор и режисьор в театрите в гр. Добрич, Плевен, Варна и Бургас. Почива на 11 октомври 1964 г.

## Творчество
През своя 35 годишен творчески живот Цено Кандов е играл около 300 малки и големи роли, сред които Тертер от „Престолът“ на Иван Вазов, Чорбаджи Марко – „Под Игото“, Странджата – „Хъшове“ и др.
Като актьор-режисьор Цено Кандов е поставил в Добрич и Бургас следните пиеси: „Чуждото дете“, „Топаз“, „Тоска“, „Далечен път“, „Нашествие“, „Без вина виновни“, „Министершата“, „Черното петно“, „Тартюф“, „Дванадесета нощ“, „Борислав“, „Милионерът“, „Сватба без зестра“, „Имат думата жените“, „Снежната Царица“, „Сърцето не е камък“ и др.

## Филмография
- Ивайло (1963)
- Легенда за Паисий (1963) – отец Виссарион, про игумен в Хилендар
- Царска милост (1962) – Цар Фердинанд
- Вятърната мелница (1961) – Бай Нако
- Пътища (1959), 2 новели - (в 1-вата новела: „Другото щастие“)
- Песен за човека (1953) – Началникът на морското училище
- Изкупление (1947) – Рантов

## Награди и отличия
- Заслужил артист